# Mława-Wólka

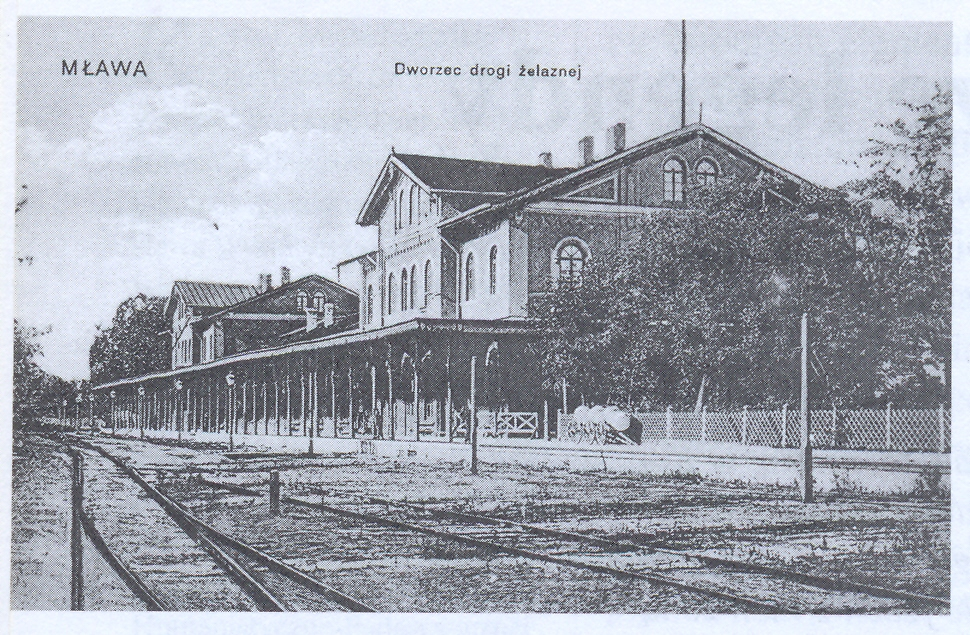
Nieistniejący dziewiętnastowieczny dworzec kolejowy.

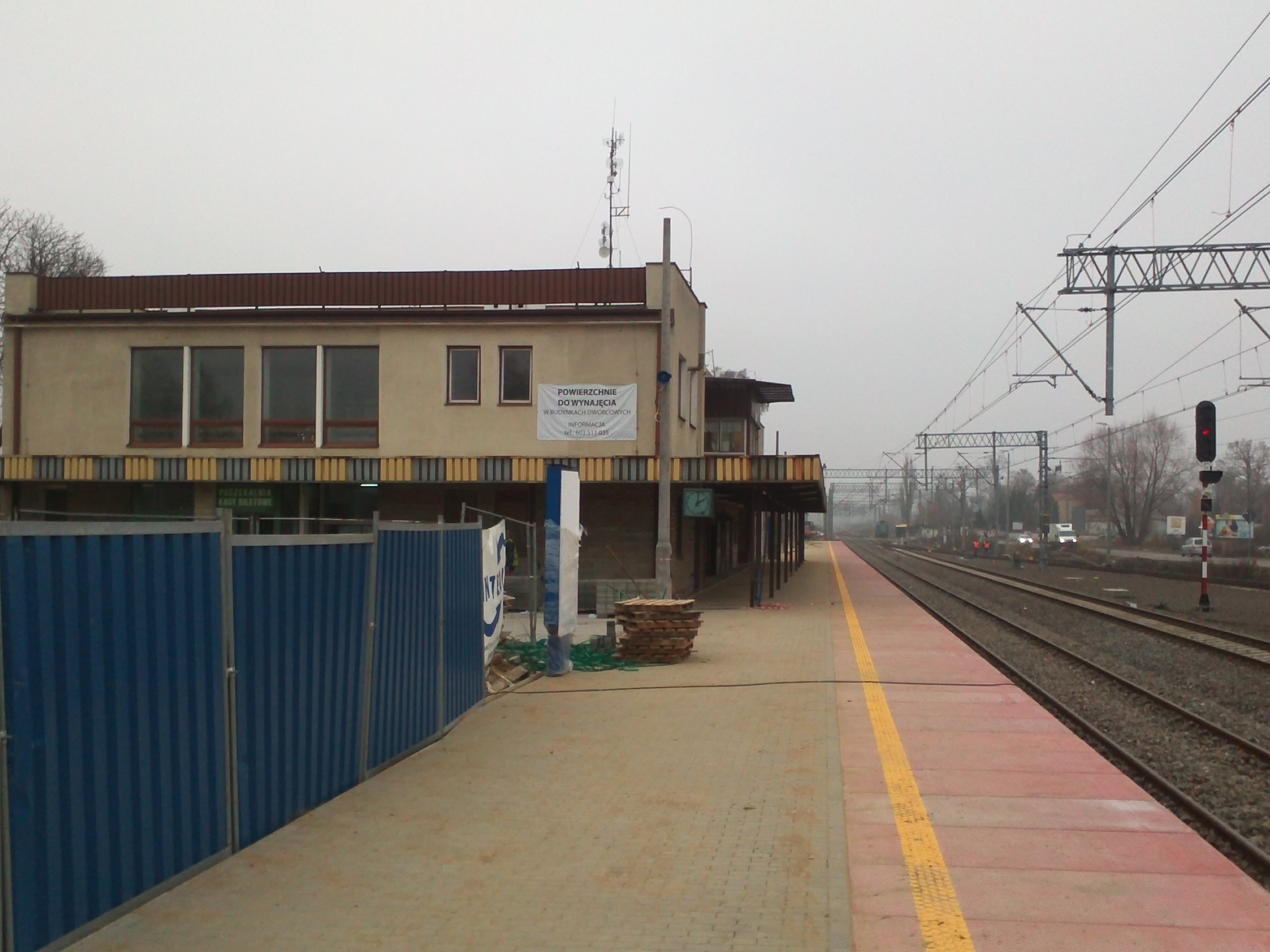
Nieistniejący dwudziestowieczny dworzec PKP wraz z nowymi peronami dalekobieżnymi

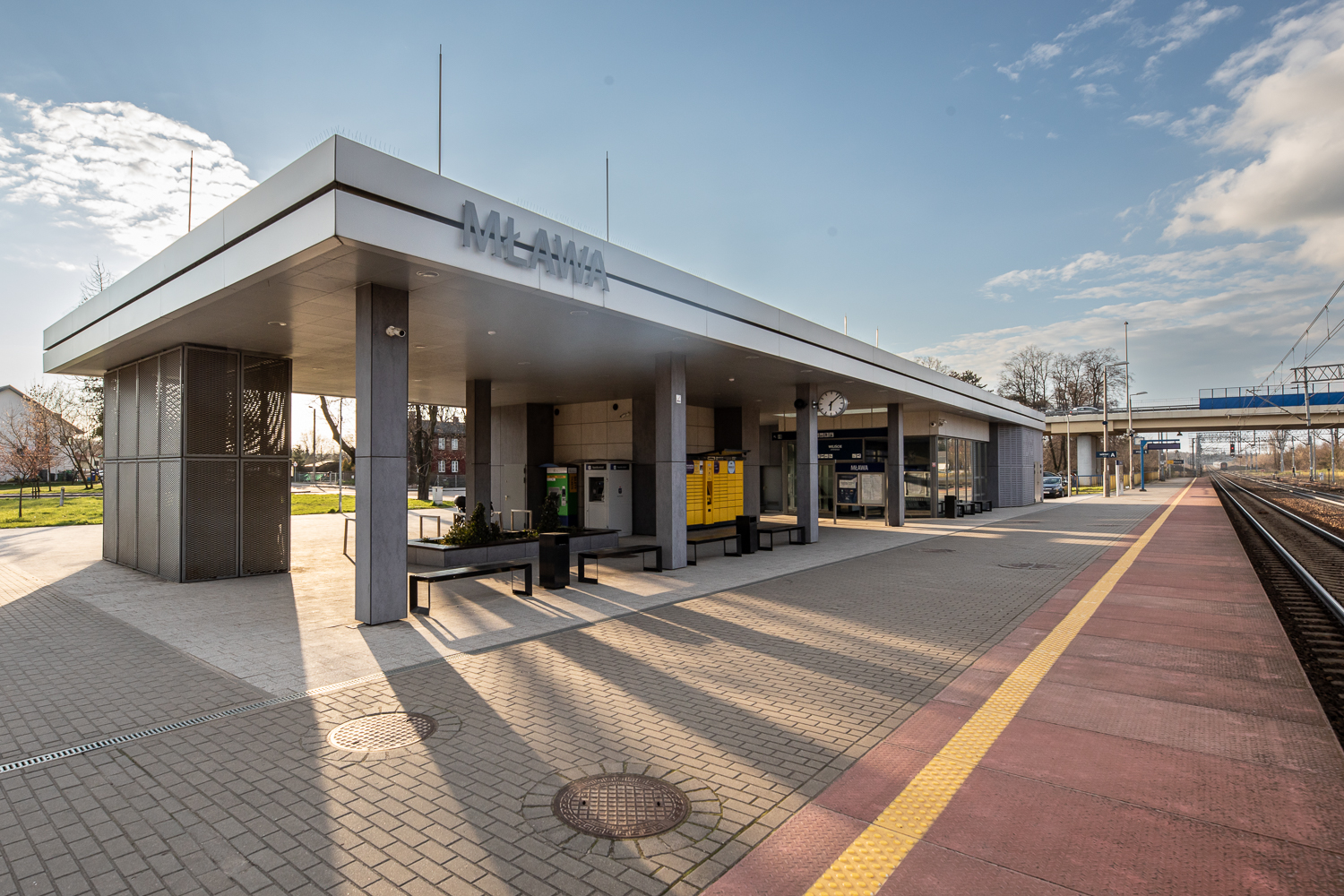
Współczesny dworzec systemu IDS funkcjonujący od 2015 roku

Mława-Wólka – dzielnica Mławy zwana również Dzielnicą Przemysłową. Znajduje się tam stacja kolejowa wraz z dworcem oraz kilka zakładów przemysłowych. Największy z nich to LG wraz z kooperantami i ubojnia drobiu Wipasz.

## Historia
Historia Wólki Mławskiej albo Mławki sięga 1877 roku. Wtedy funkcjonowała jako osada, w ówczesnym powiecie mławskim guberni płockiej, położona w odległości 3 wiorst od Mławy, połączona z nią aleją wysadzoną drzewami. Wówczas też rozpoczęła się budowa Kolei Nadwiślanej, pobudowano nowoczesny, jak na owe lata dworzec kolejowy oraz bazę przeładunkową z budynkami komory celnej obsługującą ruch towarowy pomiędzy Rosją a Prusami. Otwarcie kolei zapoczątkowało rozwój dzielnicy. Wytyczono ulice, przy których budowano kolejne domy. Osiedlali się tam głównie kolejarze, ale także rzemieślnicy, handlarze, rolnicy, nie brakowało niestety złodziei i przemytników.
W 1899 powstała szkoła kolejowa oraz Ochotnicza Straż Pożarna – później Kolejowa Straż Pożarna. Na Wólce powstała Mławska Kolej Dojazdowa Powstała też parafia pw. Św. Jana Kantego, pobudowano kościół i cmentarz. W Wólce stacjonował rosyjski pułk dragonów.
Po odzyskaniu przez Polskę niepodległości, Wólka została przyłączona do Mławy i stała się dzielnicą miasta.

## Urodzeni w Mławce
- Jan Krudowski (ur. 26 maja 1882, zm. w kwietniu 1940 w Katyniu) – porucznik kapelmistrz Wojska Polskiego, ofiara zbrodni katyńskiej.
- Leon Wawrzyniec Jankowski (ur. 6 września 1901, zm. 1 maja 1975 w Kutnie) – pułkownik broni pancernych Wojska Polskiego II RP i Polskich Sił Zbrojnych.
- Wacław Dahlen (ur. 28 marca 1885, zm. 7 maja 1971 w Ołtarzewie) – pułkownik dyplomowany łączności Wojska Polskiego
- Zdzisław Józefowicz - rektor AWF w Gdańsku[1].